# László Nagy
László Nagy (født 3. marts 1981 i Székesfehérvár, Ungarn) er en ungarsk håndboldspiller, der spiller for den ungarske klub MVM Veszprém KC, som han skiftede til i 2012 fra spanske ligaklub FC Barcelona. Han havde spillet for FC Barcelona siden 2000 og har udover to spanske mesterskaber også været med til at vinde Champions League og EHF Cuppen.

## Landshold
Nagy er en bærende kraft på det ungarske landshold, og der er en stort set fast deltager ved slutrunderne. Ved VM i 2007 var han blandt andet med til at besejre Danmark i de to holds første kamp.